# داگ اوتیشنوویچ
داگ اوتیشنوویچ (سیریلیک صربی: Драган Утјешеновић؛ زادهٔ ۸ اکتبر ۱۹۴۶) بازیکن و مربی فوتبال صرب‌تبار اهل استرالیا بود.
از باشگاه‌هایی که در آن بازی کرده‌است می‌توان به باشگاه فوتبال بئوگراد اشاره کرد.
وی همچنین در تیم ملی فوتبال استرالیا بازی کرده‌است.